# Pedro de la Rosa
Pedro Martínez de la Rosa (Barcellona, 24 febbraio 1971) è un ex pilota automobilistico spagnolo.
Suo cugino, Alberto Puig, ha corso come pilota motociclistico professionista. Ha un nipote, Bruno del Pino, che gareggia in Formula3 con il team MP Motorsport.

## Carriera

### Le formule minori
Pedro iniziò la trafila delle formule minori nel 1989, disputando il campionato di Formula Fiat Uno e Formula Ford in Spagna; divenne poi campione britannico ed europeo di Formula Renault nel 1992. Passato poi alla Formula 3 britannica, vi gareggiò per due stagioni, salvo trasferirsi in seguito in Giappone, dove divenne campione di Formula 3 nel 1995 e campione di Gran Turismo nel 1997

### Formula Nippon
Nel 1996 debutta in Formula Nippon ottenendo un secondo posto nell'ultima gara come miglior risultato finale. Rimasto in Formula Nippon anche per il 1997 si laurea campione della categoria ottenendo 10 podi su 10 gare, vincendone 6 e viene eletto "Pilota dell'anno" del 1997.

### Formula 1

#### 1998: Jordan
Lo spagnolo venne assunto dalla Jordan per il campionato 1998 nel ruolo di collaudatore.

#### 1999-2000: Arrows

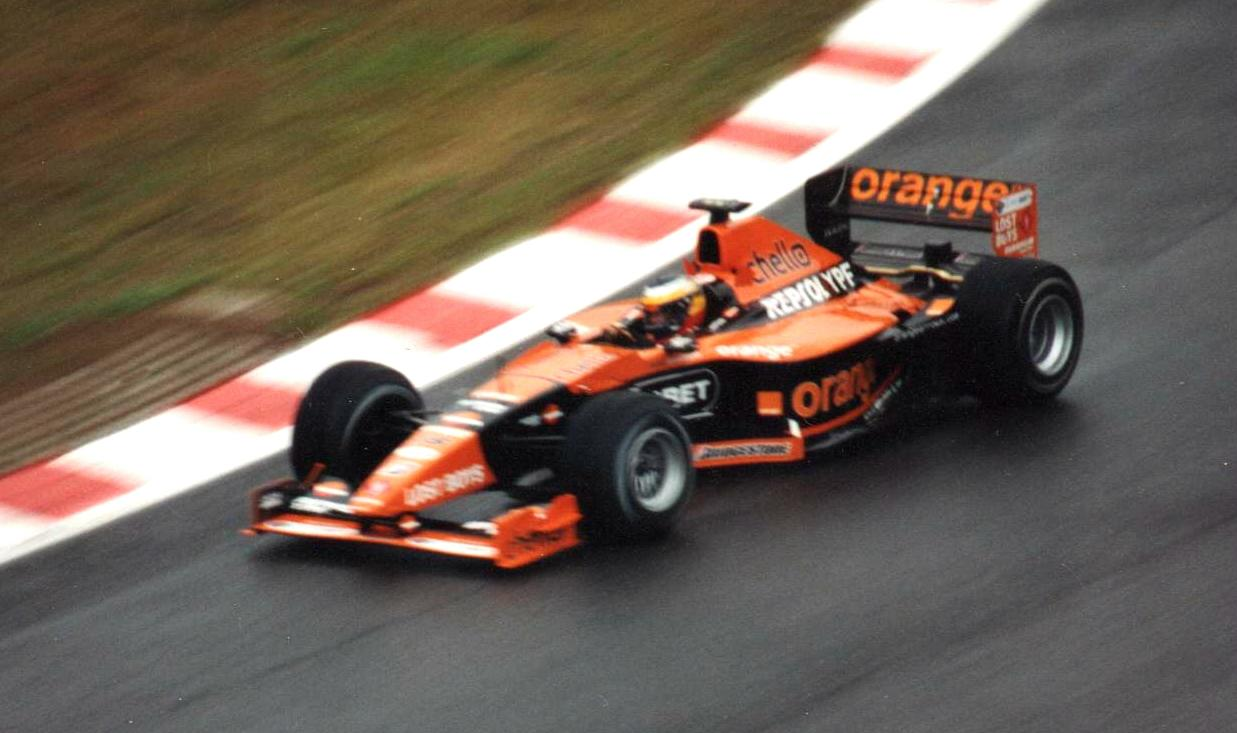
De La Rosa in Belgio, nel 2000 con la Arrows.

Nel campionato 1999 ebbe quindi l'occasione di debuttare ufficialmente nella categoria alla guida di una Arrows, grazie anche all'appoggio della Repsol. Ottenne subito un punto grazie al 6º posto conseguito nel Gran Premio d'Australia, ma il prosieguo della stagione si rivelò deludente: complice la pochezza prestazionale della monoposto e le difficoltà economiche del team, collezionò undici ritiri e alcuni piazzamenti fuori dalla zona punti.
Le premesse per il campionato 2000 erano invece molto buone; nei test invernali sia De La Rosa che Verstappen ottennero tempi lusinghieri e l'entrata di nuovi sponsor, tra cui la casa telefonica Orange, garantirono alla squadra un budget maggiore. Frequenti problemi di affidabilità afflissero però il pilota spagnolo, costringendolo spesso al ritiro come al Gran Premio d'Austria dove si era portato addirittura in terza posizione prima di essere fermato da un guasto al cambio. Ottenne comunque due punti, grazie ai due sesti posti ottenuti nel Gran Premio d'Europa e in quello di Germania dove peraltro si era qualificato quinto. Al Gran Premio d'Italia venne coinvolto nell'incidente innescato da Frentzen che costò la vita a un commissario di percorso, ma ne uscì illeso. Nonostante i buoni risultati, al termine della stagione purtroppo la Repsol annunciò di voler dimezzare il suo appoggio al pilota spagnolo da 16 a 8 milioni di $ e pertanto per l'anno successivo venne sostituito da Enrique Bernoldi, sostenuto da maggiori sponsor.

#### 2001-2002: Jaguar

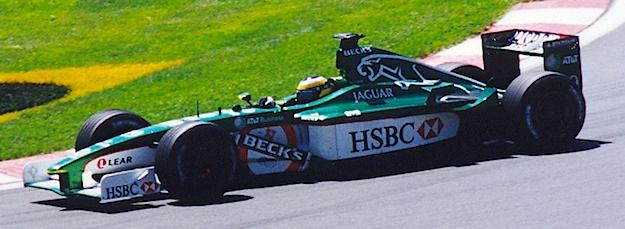
De La Rosa alla guida della Jaguar durante il Gran Premio del Canada 2001.

Nonostante avesse ricevuto un'offerta dalla Minardi, lo spagnolo accettò di ricoprire il ruolo terzo pilota per la Prost, salvo poi accordarsi con la Jaguar per ricoprire le medesime funzioni; il nuovo accordo scatenò la dura reazione di Alain Prost che criticò il comportamento del pilota. In seguito a un accordo fra le due squadre che si concluse col passaggio di Burti alla Prost dopo il Gran Premio di San Marino, De La Rosa fu promosso a titolare della Jaguar, tornando così a gareggiare e riuscendo a raccogliere in tutto 3 punti, frutto del quinto posto nel Gran Premio d'Italia e del sesto al Gran Premio del Canada. Venne confermato dal team inglese anche per il campionato 2002 che tuttavia fu molto più tribolato: lo spagnolo fu spesso più veloce in qualifica rispetto al compagno di squadra Eddie Irvine, ma in gara, una serie di coincidenze sfortunate e la scarsa affidabilità della vettura, fermarono spesso il pilota che chiuse la stagione senza punti.

#### 2003-2009: McLaren

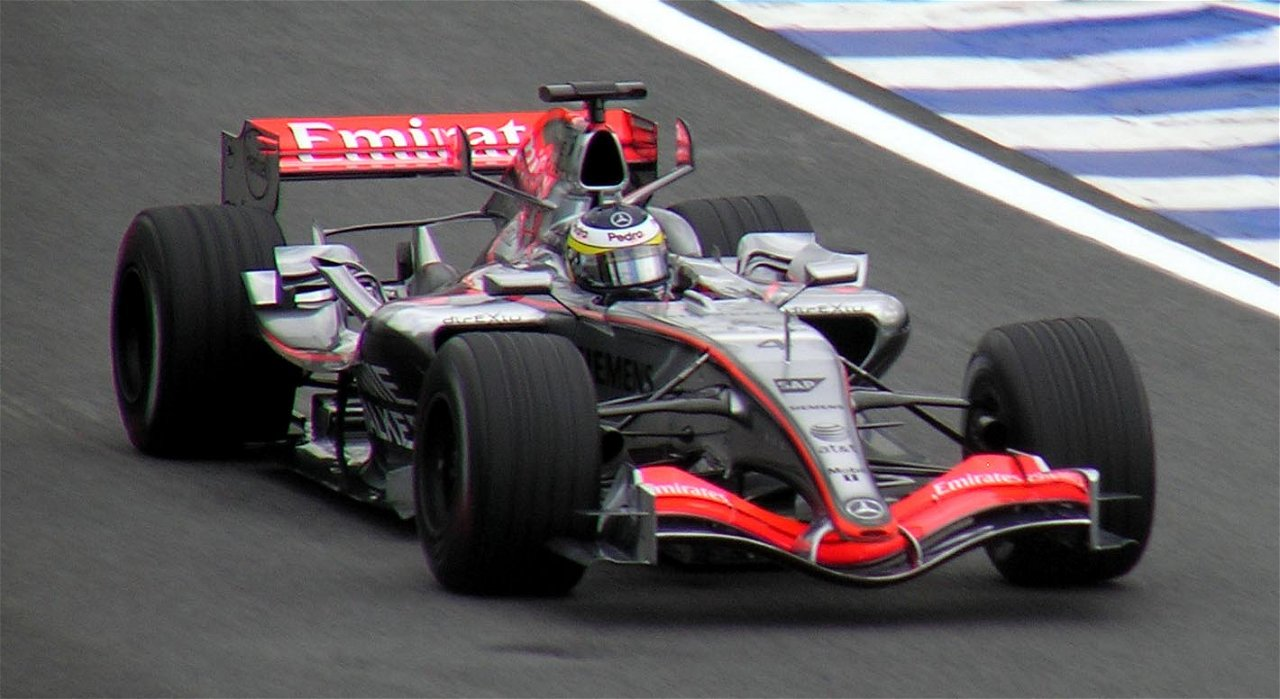
Pedro de la Rosa al Gran Premio del Brasile 2006 con la McLaren

A partire dalla stagione 2003 divenne collaudatore per la McLaren e, nel 2005, sostituì l'infortunato Juan Pablo Montoya durante il Gran Premio del Bahrain, ottenendo un quinto posto e facendo segnare il suo primo giro veloce. Nuovamente per sostituire Montoya passato nella serie americana NASCAR, disputò la seconda metà della stagione 2006, ottenendo il miglior risultato in carriera; un 2º posto in un Gran Premio d'Ungheria condizionato da un acquazzone iniziale. Con l'arrivo in McLaren del campione del mondo Fernando Alonso e del vincitore della GP2 Lewis Hamilton, De La Rosa venne nuovamente confermato come collaudatore e riserva per la stagione 2007. Nel 2008 lo spagnolo fu eletto chairman della Grand Prix Drivers' Association, sostituendo Ralf Schumacher. Ancora terzo pilota della McLaren nel 2009, disputò tutti i test prima dell'inizio del campionato. Successivamente fu presente in tutti i gran premi guidando la vettura nel venerdì di prove libere e nei test d'assetto.

#### 2010: Il ritorno alle corse con la Sauber e il passaggio alla Pirelli

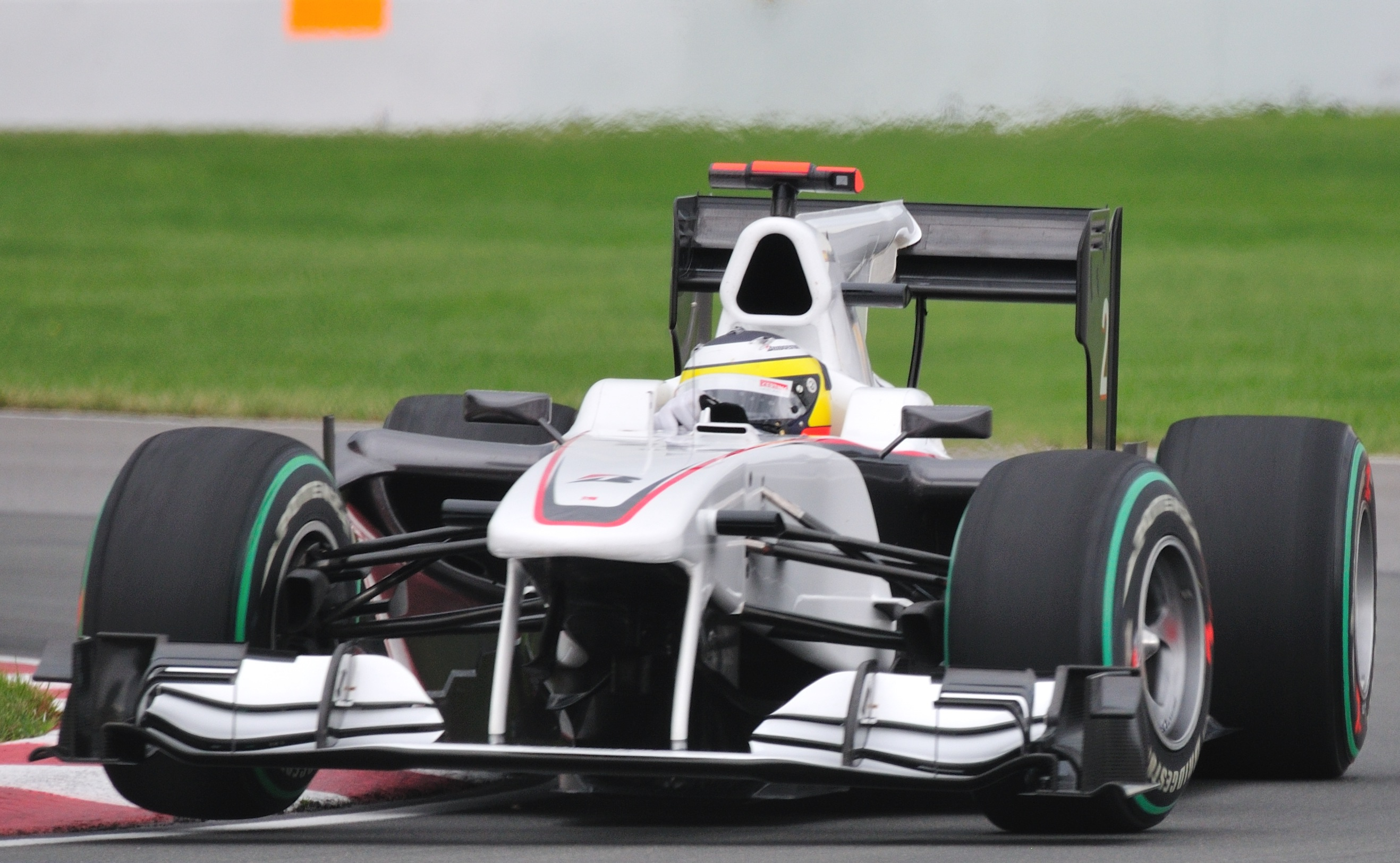
De la Rosa al Gran Premio del Canada 2010

Nel 2009 De La Rosa dichiarò di essere in trattative con la scuderia spagnola Campos Grand Prix per il posto di primo pilota per il campionato 2010, ma successivamente sfumò tutto per via della non sicura partecipazione al mondiale per mancanza di fondi della squadra; quindi decise di affidarsi alla Sauber, con cui firmò un contratto di un anno. Tornato dopo 4 anni alle gare il pilota fu sfortunato e non ottenne i risultati sperati, andando a punti solo nel Gran Premio d'Ungheria, dove giunse settimo. A causa degli scarsi risultati, dal Gran Premio di Singapore venne sostituito da Nick Heidfeld dopo la rottura anticipata del contratto. Venne successivamente assunto dalla Pirelli quale collaudatore per lo sviluppo degli pneumatici da introdurre in Formula 1 dal 2011.

#### 2011: Il ritorno alla McLaren
Il 9 marzo 2011 la McLaren annunciò il ritorno del pilota spagnolo come collaudatore. Deluso per non aver ricevuto offerte per il ruolo di titolare, De La Rosa definì il 2011 come uno dei peggiori anni per come le squadre stanno cercando di vendere un sedile. Lo spagnolo ebbe comunque l'occasione di sostituire, dopo la prima sessione di prove libere del Gran Premio del Canada, il messicano Sergio Pérez, pilota titolare della Sauber, il quale aveva accusato un malessere dopo un violento e spettacolare incidente nel Gran Premio di Monaco durante le qualifiche in cui, subito dopo l'uscita del tunnel, sbandò e urtò violentemente le barriere di protezione. In Canada De La Rosa giunse dodicesimo.

#### 2012: HRT

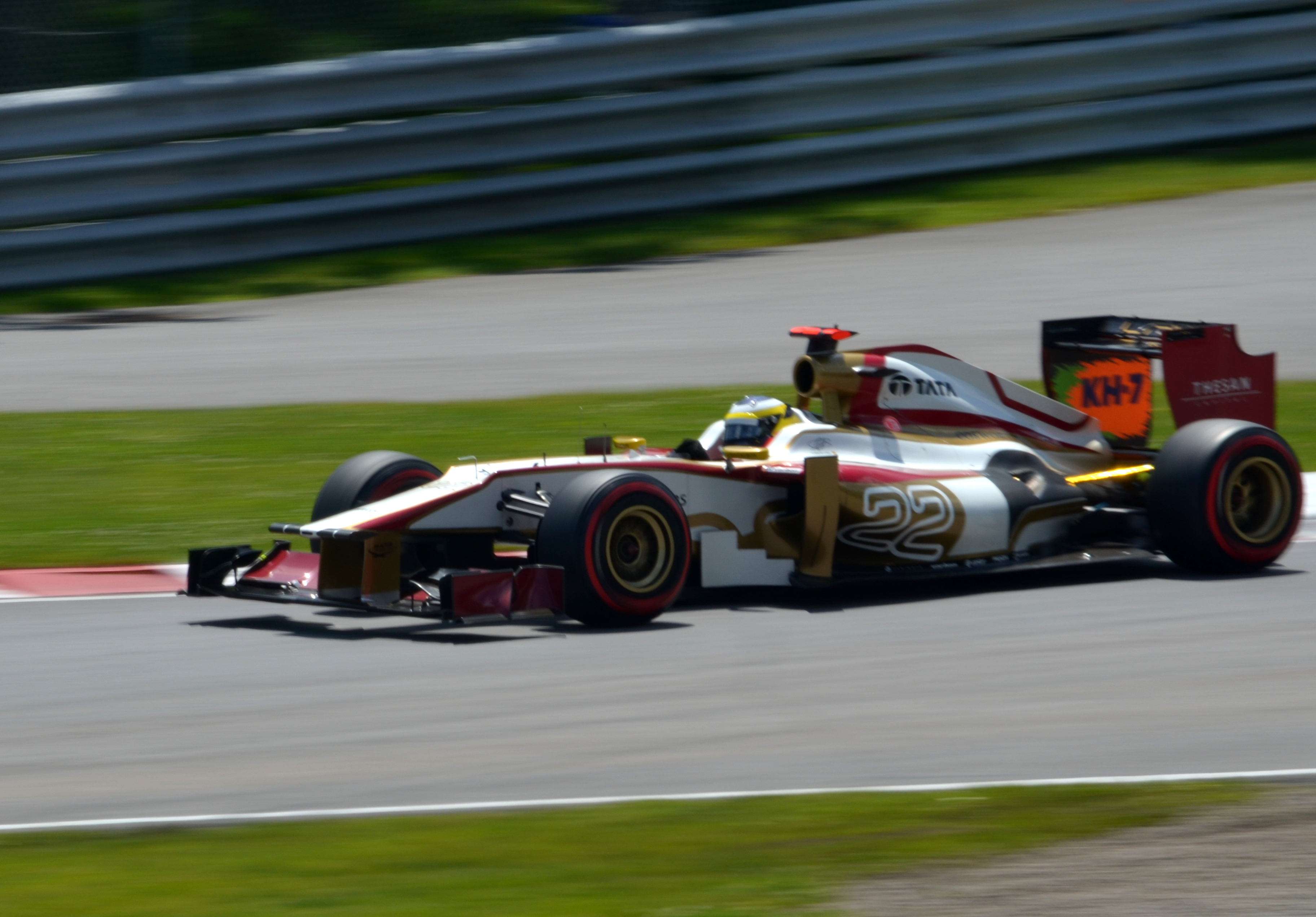
Lo spagnolo a bordo dell'HRT durante il Gran Premio del Canada 2012

Il 21 novembre 2011 la scuderia spagnola HRT annuncia l'ingaggio 
del quarantunenne pilota spagnolo quale titolare per le stagioni 2012 e 2013. La nuova monoposto della scuderia, che viene chiamata F112, scese in pista solo il lunedì precedente al Gran Premio d'Australia, facendo effettuare uno shake down al compagno di squadra di De La Rosa, Narain Karthikeyan. La scuderia si presentò quindi piuttosto impreparata al primo appuntamento stagionale, nel quale né De La Rosa né Karthikeyan riuscirono a qualificarsi. La situazione migliorò lievemente in Malesia, dove entrambi i piloti si qualificarono e portarono a termine la gara, sebbene nelle ultime due posizioni. Nel prosieguo della stagione la HRT si rivelò la peggiore vettura in pista, relegando stabilmente De La Rosa nelle ultime posizioni. In qualifica il pilota spagnolo riuscì a competere in qualche occasione con le Marussia e a mettersi sempre davanti al compagno di squadra, i migliori risultati furono tre 21º posti in griglia in Canada,in Giappone e a Valencia, ma i migliori risultati in gara furono tre diciassettesimi posti conquistati a Valencia, a Singapore e ad Abu Dhabi (dove è stato costretto a partire dai box a causa di una termocoperta), senza riuscire a sopravanzare le Marussia, solo in Germania ci riuscì concludendo davanti a Timo Glock. Al Gran Premio d'Italia lo spagnolo raggiunse il traguardo dei 100 gran premi in carriera. Prima del Gran Premio d'India il proprietario della scuderia spagnola Luis Pérez-Sala annuncia che il pilota spagnolo sarà in HRT anche nel 2013. Disputando il Gran Premio del Brasile, lo spagnolo riesce a completare una stagione di Formula 1 per la prima volta dal 2002.

#### 2013-2014: collaudatore per la Ferrari

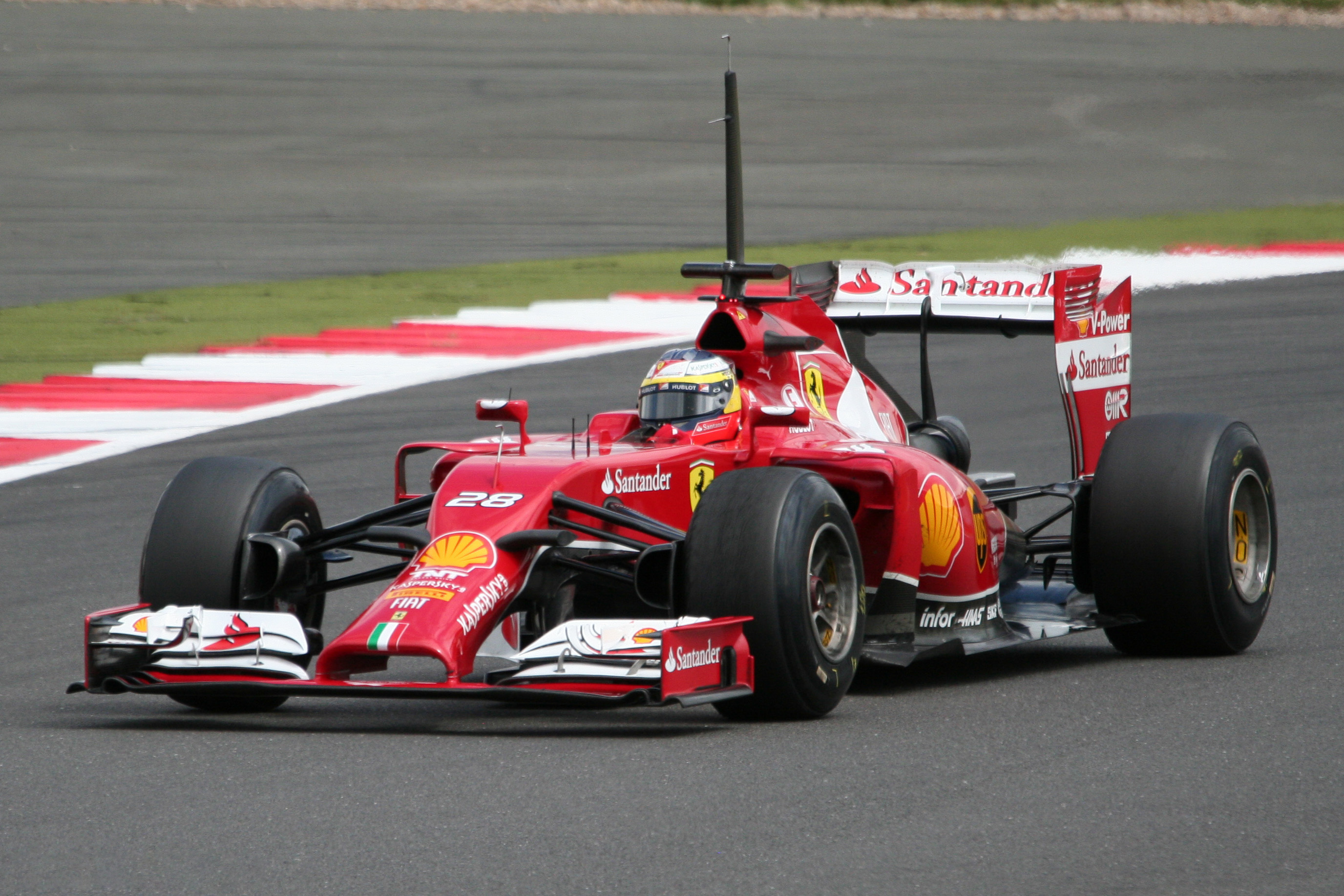
De La Rosa collaudatore a Silverstone nel 2014

Dalla stagione 2013 è test driver per lo sviluppo al simulatore della Ferrari. Vista l'assenza di Fernando Alonso ai primi test sul Circuito di Jerez de la Frontera, Pedro avrà l'occasione di guidare la vettura l'ultimo giorno di test. Contestualmente all'attività di collaudatore, collabora con l'emittente spagnola Antena 3 fornendo il commento tecnico durante le gare della stagione. Alla fine della stagione 2014 il rapporto fra la Ferrari e De La Rosa cessa e lo spagnolo decide di ritirarsi dalla Formula 1; al suo posto viene ingaggiato il francese Jean-Éric Vergne, proveniente dalla Toro Rosso.

### Dopo la Formula 1
Nella stagione 2018/2019 di Formula E è consulente tecnico e sportivo del team Techeetah.
Dalla stagione 2023 diviene nuovo ambasciatore e talent scout del costruttore britannico di F1 Aston Martin.

## Risultati Sportivi

### Formula Nippon
| Anno | Squadra   | Telaio      | Motore      | 1     | 2     | 3     | 4     | 5       | 6      | 7     | 8       | 9     | 10    | Pos. | Punti |
| ---- | --------- | ----------- | ----------- | ----- | ----- | ----- | ----- | ------- | ------ | ----- | ------- | ----- | ----- | ---- | ----- |
| 1996 | Team Nova | Lola T96/51 | Mugen MF308 | SUZ 5 | MIN 7 | FUJ 6 | TOK 6 | SUZ Rit | SUG 11 | FUJ 6 | MIN Rit | SUZ 5 | FUJ 2 | 8°   | 13    |
| 1997 | Team Nova | Lola T97/51 | Mugen MF308 | SUZ 1 | MIN 1 | FUJ 2 | SUZ 3 | SUG 1   | FUJ 1  | MIN 2 | MOT 1   | FUJ 2 | SUZ 1 | 1°   | 82    |

### Formula 1
| 1999 | Scuderia | Vettura |   |     |     |     |    |     |    |     |     |     |    |     |     |     |     |    |  |  |  |  | Punti | Pos. |
| ---- | -------- | ------- | - | --- | --- | --- | -- | --- | -- | --- | --- | --- | -- | --- | --- | --- | --- | -- |  |  |  |  | ----- | ---- |
| 1999 | Arrows   | A20     | 6 | Rit | Rit | Rit | 11 | Rit | 12 | Rit | Rit | Rit | 15 | Rit | Rit | Rit | Rit | 13 |  |  |  |  | 1     | 18º  |

| 2000 | Scuderia | Vettura |     |   |     |     |     |   |     |     |     |     |   |    |    |     |     |    |     |  |  |  | Punti | Pos. |
| ---- | -------- | ------- | --- | - | --- | --- | --- | - | --- | --- | --- | --- | - | -- | -- | --- | --- | -- | --- |  |  |  | ----- | ---- |
| 2000 | Arrows   | A21     | Rit | 8 | Rit | Rit | Rit | 6 | Rit | Rit | Rit | Rit | 6 | 16 | 16 | Rit | Rit | 12 | Rit |  |  |  | 2     | 16º  |

| 2001 | Scuderia | Vettura |  |  |  |  |     |     |     |   |   |    |    |     |    |     |   |    |     |  |  |  | Punti | Pos. |
| ---- | -------- | ------- |  |  |  |  | --- | --- | --- | - | - | -- | -- | --- | -- | --- | - | -- | --- |  |  |  | ----- | ---- |
| 2001 | Jaguar   | R2      |  |  |  |  | Rit | Rit | Rit | 6 | 8 | 14 | 12 | Rit | 11 | Rit | 5 | 12 | Rit |  |  |  | 3     | 16º  |

| 2002 | Scuderia | Vettura |   |    |   |     |     |     |    |     |    |    |   |     |    |     |     |     |     |  |  |  | Punti | Pos. |
| ---- | -------- | ------- | - | -- | - | --- | --- | --- | -- | --- | -- | -- | - | --- | -- | --- | --- | --- | --- |  |  |  | ----- | ---- |
| 2002 | Jaguar   | R3      | 8 | 10 | 8 | Rit | Rit | Rit | 10 | Rit | 10 | 11 | 9 | Rit | 13 | Rit | Rit | Rit | Rit |  |  |  | 0     | 21º  |

| 2005 | Scuderia | Vettura |    |    |   |    |    |  |  |    |    |    |    |  |  |    |    |  |  |    |    |  | Punti | Pos. |
| ---- | -------- | ------- | -- | -- | - | -- | -- |  |  | -- | -- | -- | -- |  |  | -- | -- |  |  | -- | -- |  | ----- | ---- |
| 2005 | McLaren  | MP4-20  | TP | TP | 5 | TP | TP |  |  | TP | TP | TP | TP |  |  | TP | TP |  |  | TP | TP |  | 4     | 20º  |

| 2006 | Scuderia | Vettura |  |  |  |  |  |  |  |  |  |  |   |     |   |   |     |   |    |   |  |  | Punti | Pos. |
| ---- | -------- | ------- |  |  |  |  |  |  |  |  |  |  | - | --- | - | - | --- | - | -- | - |  |  | ----- | ---- |
| 2006 | McLaren  | MP4-21  |  |  |  |  |  |  |  |  |  |  | 7 | Rit | 2 | 5 | Rit | 5 | 11 | 8 |  |  | 19    | 11º  |

| 2010 | Scuderia | Vettura |     |    |    |     |     |     |    |     |    |     |    |   |    |    |  |  |  |  |  |  | Punti | Pos. |
| ---- | -------- | ------- | --- | -- | -- | --- | --- | --- | -- | --- | -- | --- | -- | - | -- | -- |  |  |  |  |  |  | ----- | ---- |
| 2010 | Sauber   | C29     | Rit | 12 | NP | Rit | Rit | Rit | 11 | Rit | 12 | Rit | 14 | 7 | 11 | 14 |  |  |  |  |  |  | 6     | 17º  |

| 2011 | Scuderia | Vettura |  |  |  |  |  |  |    |  |  |  |  |  |  |  |  |  |  |  |  |  | Punti | Pos. |
| ---- | -------- | ------- |  |  |  |  |  |  | -- |  |  |  |  |  |  |  |  |  |  |  |  |  | ----- | ---- |
| 2011 | Sauber   | C30     |  |  |  |  |  |  | 12 |  |  |  |  |  |  |  |  |  |  |  |  |  | 0     | 20º  |

| 2012 | Scuderia | Vettura |    |    |    |    |    |     |     |    |    |    |    |    |    |    |    |     |     |    |    |    | Punti | Pos. |
| ---- | -------- | ------- | -- | -- | -- | -- | -- | --- | --- | -- | -- | -- | -- | -- | -- | -- | -- | --- | --- | -- | -- | -- | ----- | ---- |
| 2012 | HRT      | F112    | NQ | 21 | 21 | 20 | 19 | Rit | Rit | 17 | 20 | 21 | 22 | 18 | 18 | 17 | 18 | Rit | Rit | 17 | 21 | 17 | 0     | 25º  |

| Legenda | 1º posto     | 2º posto | 3º posto    | A punti         | Senza punti/Non class.  | Grassetto – Pole position Corsivo – Giro più veloce |
| Legenda | Squalificato | Ritirato | Non partito | Non qualificato | Solo prove/Terzo pilota | Grassetto – Pole position Corsivo – Giro più veloce |